# Revelieria
Revelieria is een geslacht van kevers uit de familie schimmelkevers (Latridiidae). De wetenschappelijke naam van het geslacht werd in 1869 gepubliceerd door Jean Pierre Omer Anne Édouard Perris.

## Soorten
- R. california Fall, 1899
- R. genei (Aubé, 1850)